# Esteban Klísich

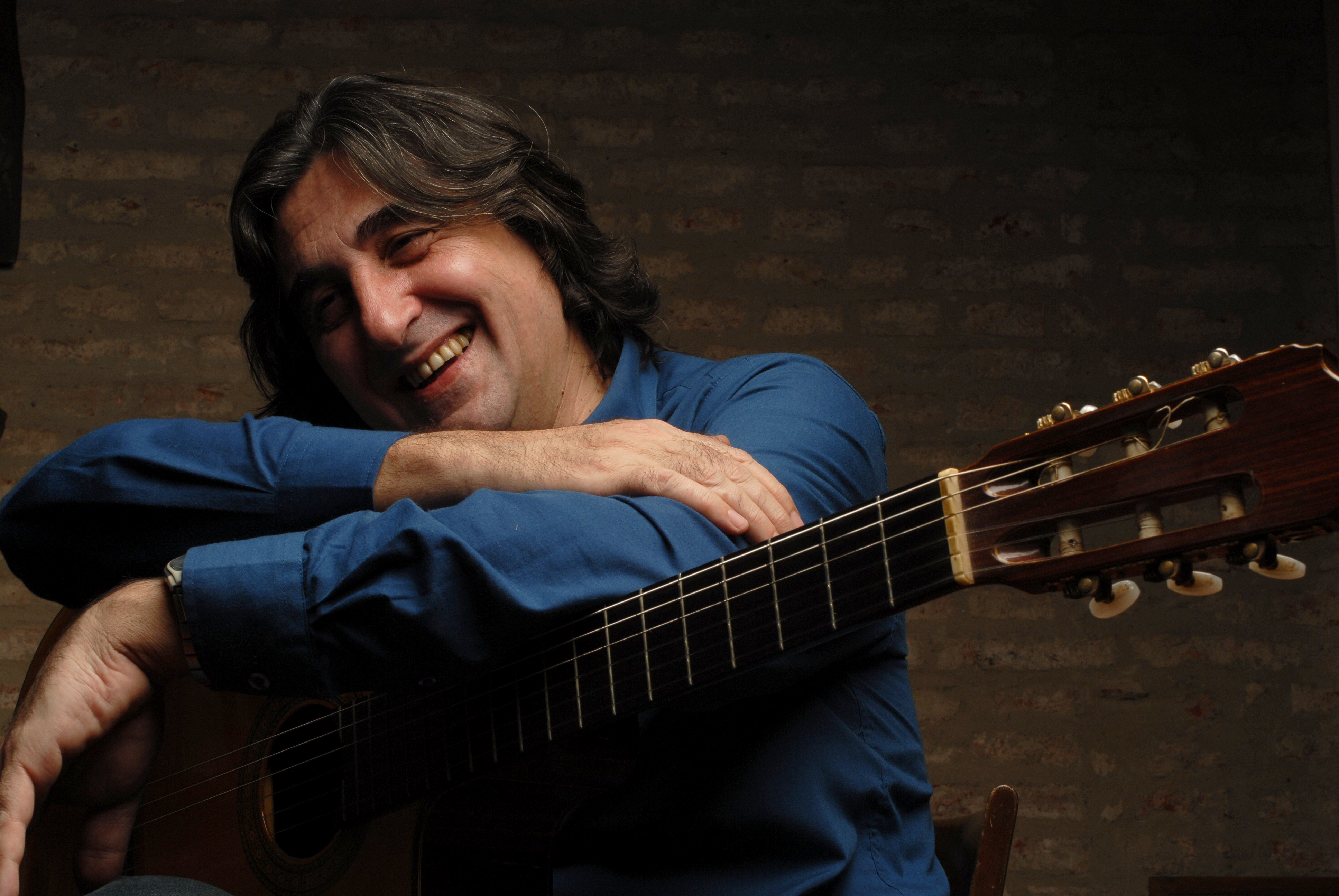
Esteban Klísich

Esteban Klísich (* 26. Dezember 1955 in Montevideo, Uruguay) ist ein uruguayischer Gitarrist, Komponist und Autor.
Klisich wurde im montevideanischen Stadtviertel Belvedere geboren.
Seine musikalische Ausbildung erhielt er unter anderem bei Amilcar Rodríguez Inda, Abel Carlevaro, Guido Santórsola, Renée Marino Rivero, Coriún Aharonián und Graciela Paraskevaídis. 1974 erhielt er ein Stipendium der Musik-Fakultät von Palestrina für die Teilnahme am Wettbewerb der Sechsten Internationalen Gitarrenwoche. Für das Werk Carbono 14 erhielt er 1977 im in Buenos Aires ausgerichteten Kompositionswettbewerb 30 años de Editorial Barry eine besondere Erwähnung. 1989 wurde er mit dem 4. Preis beim Städtischen Schallplattenwettbewerb für sein Werk „Planetario“ ausgezeichnet. Für die beiden Bücher Pequeño manual de armonía und Manual de rasgueos y ejercicios para la mano derecha erhielt er 1996 und 1998 jeweils seitens FONAM, Fondo Capital und AGADU einen Preis. 2003 wurde er abermals von der FONAM für seine Platte Veintiocho und vier Jahre später für sein Doppel-Album Kraj mit dem Ersten Preis bedacht. Klisich, der auch als Dozent tätig ist, ist Gründungsmitglied des Taller Uruguayo de Música Contemporánea und des Taller Uruguayo de Música Popular (TUMP), sowie des Casa de la Guitarra.

## Diskografie
- “Un Campo Blanco” (Ayuí/Tacuabé, 1985)
- “Planetario” (Ayuí/Tacuabé, 1987)
- “Café Belvedere” (Ayuí/Tacuabé, 1993)
- „Donde cayó el avión“ (Ayuí/Tacuabé, 1995)
- „Naif“ (Ayuí/Tacuabé, 1998)
- “Los Ramonteros” antología de sus canciones publicada en la colección “30 años de la música uruguaya” (Ayuí/Tacuabé, 1999)
- “Veintiocho” (Ayuí/Tacuabé, 2004)
- "Kraj” (Ayuí/Tacuabé, 2007)
- "El mar de la Nostalgia” (Epsa music, Buenos Aires, Argentina, 2008)